# Fifth Lake Bay
Fifth Lake Bay (pierwotnie Fifth Lake) – zatoka (ang. bay; do 19 stycznia 1961 samodzielne jezioro) w zachodniej części jeziora Lake Rossignol w kanadyjskiej prowincji Nowa Szkocja, w hrabstwie Queens; nazwa urzędowo zatwierdzona 13 września 1974 (po uprzednim skreśleniu 19 stycznia 1961 niezatwierdzonej urzędowo nazwy Fifth Lake, odnoszącej się do samodzielnego jeziora, ze względu na wystąpienie jeziora Lake Rossignol z brzegów).